# Kachchatheevu
Kachchatheevu (em cingalês: කච්චතීවු Kaccatīvu, em tâmil: கச்சத்தீவு Kaccatīvu; também escrito como Katchatheevu ou Kachativu) é uma ilha desabitada pertencente ao Sri Lanka. Esta ilha foi cedida ao Sri Lanka pela Índia em 1974. Tem um santuário católico e foi declarada como área sagrada pelo governo do Sri Lanka.

Ilhas da Península de Jaffa

Tem 1,15 km² de área e está situada nas águas do estreito de Palk, entre a Índia e o Sri Lanka. A ilha teve origem numa erupção vulcânica ocorrida no século XIV. Constitui o território mais ocidental do Sri Lanka.
A transferência da ilha, que é de importância cultural para os pescadores do estado de Tamil Nadu na Índia, conduziu a alguma agitação nesse estado, já que alguns políticos regionais creem que deve ser devolvida à soberania indiana. A ilha também é importante pelas zonas de pesca utilizadas pelos povoadores de ambos os países. Segundo o acordo do tratado de cedência de 1974, os pescadores indianos têm direito à riqueza pesqueira nas águas territoriais do Sri Lanka, nos arredores de Kachchativu.
O Santuário de Santo António de Katchatheevu, na ilha, é local de peregrinação dos católicos tanto do sul da Índia como do Sri Lanka.